# Haplomitrium hookeri
Haplomitrium hookeri là một loài Rêu trong họ Haplomitriaceae. Loài này được (Sm.) Nees mô tả khoa học đầu tiên năm 1833.